# Oxygen (film 1970)
Oxygen  è un film del 1970 diretto da Matjaž Klopčič. 
Il film, con la sceneggiatura di Dimitrij Rupel, è una allegoria delle manifestazioni studentesche in Jugoslavia del 1968.